# 1998 VN33
1998 VN33 är en asteroid i huvudbältet som upptäcktes den 15 november 1998 av den japanska astronomen Takao Kobayashi vid Ōizumi-observatoriet.
Asteroiden har en diameter på ungefär 9 kilometer.